# Jef Demedts
Jef Demedts (Gent, 19 oktober 1935) is een Vlaams acteur.

## Biografie
In het theater stond hij jarenlang op de planken bij het NTGent, waar hij ook een tijd de artistieke leiding op zich nam. Zijn bekendste rol is die van Fabian van Fallada in de gelijknamige BRT-jeugdreeks. Hij speelde Miel Bataille in Rupel. Hij speelde ook gastrollen in De Kotmadam (notaris Meyers), Windkracht 10 (Jean), Wittekerke (Simon Jacobs), Spoed (boer Sooi), Flikken (Alois Ponsaert), Aspe (Ludovic Degroof) en LouisLouise (Julien). Ook in F.C. De Kampioenen vervulde hij drie gastrollen, één in 2001, één in 2006 en één in 2010 als rechter Firmin Voordeckers.
Hij speelde de begrafenisondernemer in de film Pauline & Paulette uit 2001 en werkte mee aan reeksen zoals Manko Kapak, Kapitein Zeppos, Het zwaard van Ardoewaan en De Paradijsvogels. Recenter speelde hij drie jaar lang de rol van Gaston Veugelen in de VTM-serie Familie. Verder was hij te zien als Karel Arends in de telenovelle Ella op VTM.
Sinds 2008 speelt hij samen met Bruno Van Heystraeten en Jules Van Hoeck de theatervoorstelling Picasso, striptease van een genie.

## Televisie
- Manko Kapak (1959-1960) - Amaru
- Kapitein Zeppos (1965) - inspecteur Peters

- Fabian van Fallada (1969-1970) - als Fabian van Fallada

- Het Zwaard van Ardoewaan (1972) - als Morholt / Huoon
- Boerin in Frankrijk (1973) - als Emile

- Magister Maesius (1974) - als graaf van Nevele
- De leraarskamer (1991) - als Adams
- Wittekerke (1995) - als Simon Jacobs
- Oog in oog (1996) - als Gaston
- Hof van Assisen (1998) - als openbare aanklager
- De Kotmadam (1998) - als notaris Meyers
- Windkracht 10 (1998) - als Jean
- F.C. De Kampioenen (2001, 2006, 2010) - als Firmin Voordeckers
- Spoed (2002) - als boer Sooi
- Sedes & Belli (2003) - als Maurits Verdonk
- Flikken (2003) - als Alois Ponsaert

- Rupel (2004-2006) - als Miel Bataille

- Aspe (2004) - als Ludovic Degroof
- Familie (2006-2009) - als Gaston Veugelen

- LouisLouise (2008) - als Julien
- Witse (2009) - als Hugo Coppens

- Ella (2010-2011) - als Karel Arends
- Goesting (2010) - als Verlinden
- The extraordinary life of Rocky (2010) - als opa De Vlaeminck

## Film
- Prelude tot de dageraad (1959) - als Chris
- Don Carlos (1960)
- De dood van een handelsreiziger (1960)
- Rode anjers (1961)
- Gelukkige dagen (1962)
- Hamlet (1962)
- De boomgaard (1963)
- Het gezin van Paemel (1963) - als Masco
- Burger Bluffer (1964)
- Peegie (1964)
- Bal in Savoy (1964)
- Het kongres der kosters (1965)
- Theedrinken (1965)
- De sabijnse maagdenroof (1965)
- Sterf nooit voor je tijd (1965)
- De grafbewaker (1965)
- Nana (1966) - als André
- Warm aanbevolen (1966) - als neubauer
- Eerlijk en ongelogen (1967)
- Het verhoor (1967) - als Karel Defries
- De stemmer (1968) - als graaf
- Gaspar Varro wil gerechtigheid (1969) - als Dani Posa
- Addio Venezia (1969) - als François
- In de voetsporen van Cyriel Buysse (1970)
- Rebel in soutane (1971) - als Camilio Torres
- Agamemnoon (1973) - als Agamemnoon
- Dynastie der kleine luyden (1974)
- Weduwe Holroyd (1974) - als Blackmore
- Het recht van de sterkste (1975) - als Balduk
- Mirandolina (1975) - als ridder van Ripafratta
- Zonder onderschriften (1976) - als Henk
- Geloof, hoop en liefde (1977) - als Alfons
- De dans van de reiger (1977) - als Edward Missiaen
- Het gezin van Paemel (1978) - als vader van Paemel
- De vader (1987) - als ritmeester
- De vrek (1989) - als La Flèche, bediende van Cléante
- Hamlet (1993)
- Pauline & Paulette (2001) - als begrafenisondernemer
- Ik laat U niet alleen (2007) - als Petrus
- Everybody Happy (2016) - als stem in hoofd van Hubert

## Musical
The King and I (1998)- King
Camelot (2001) - als Pellinore